# برج زیفنگ

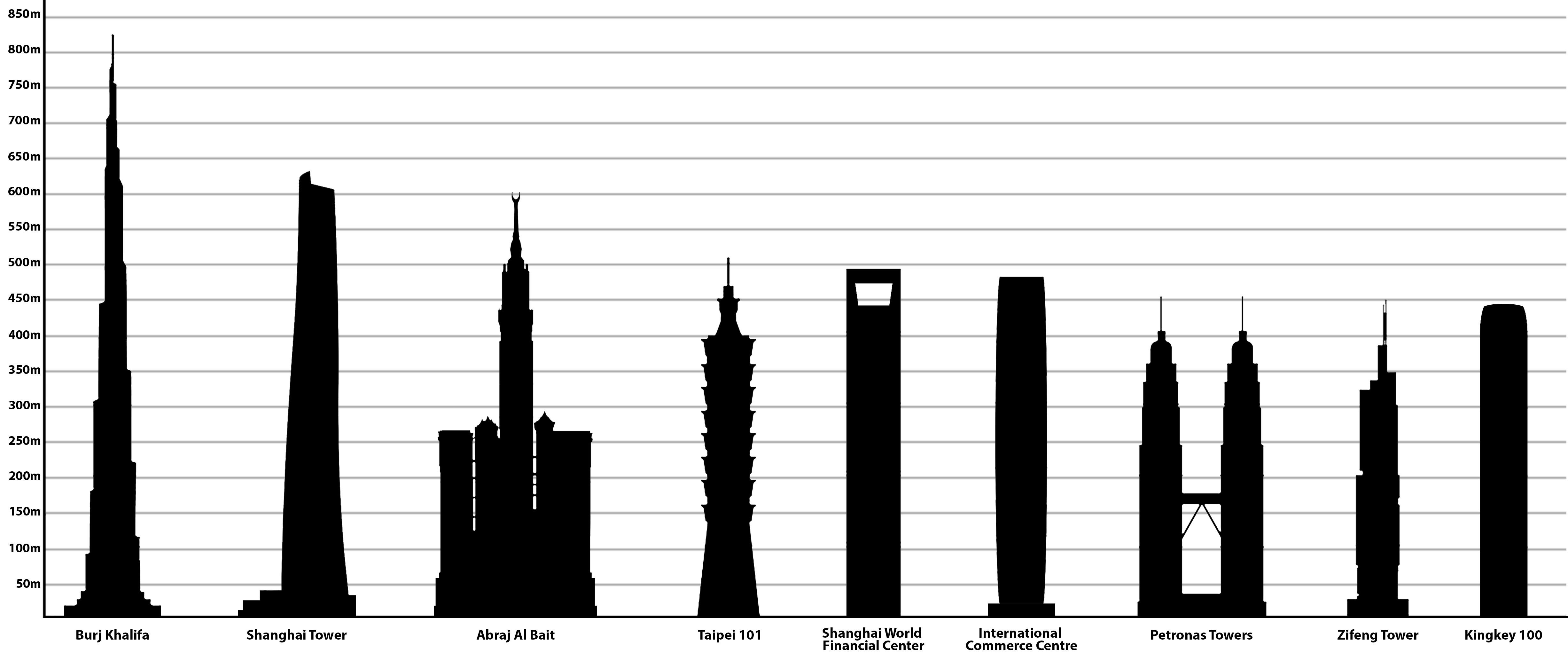
مقایسه برج زیفنگ (چهارمین از راست) با بلندترین سازه‌های آسیا

برج زیفنگ (به انگلیسی: Zifeng Tower) (مرکز گرینلند-برج زیفنگ یا برج زیفنگ میدان گرینلند، مرکز مالی نانجینگ گرینلند سابق) آسمان‌خراش ۸۹ طبقه به ارتفاع ۴۵۰-متر (۱٬۴۸۰-فوت)، با کاربری اداری-تجاری است، که در شهر نانجینگ، چین مستقر می‌باشد. پروژه ساخت این ساختمان در سال ۲۰۰۵ آغاز شد و در سال ۲۰۱۰ تکمیل و افتتاح گردید.